# Magyar Suzuki

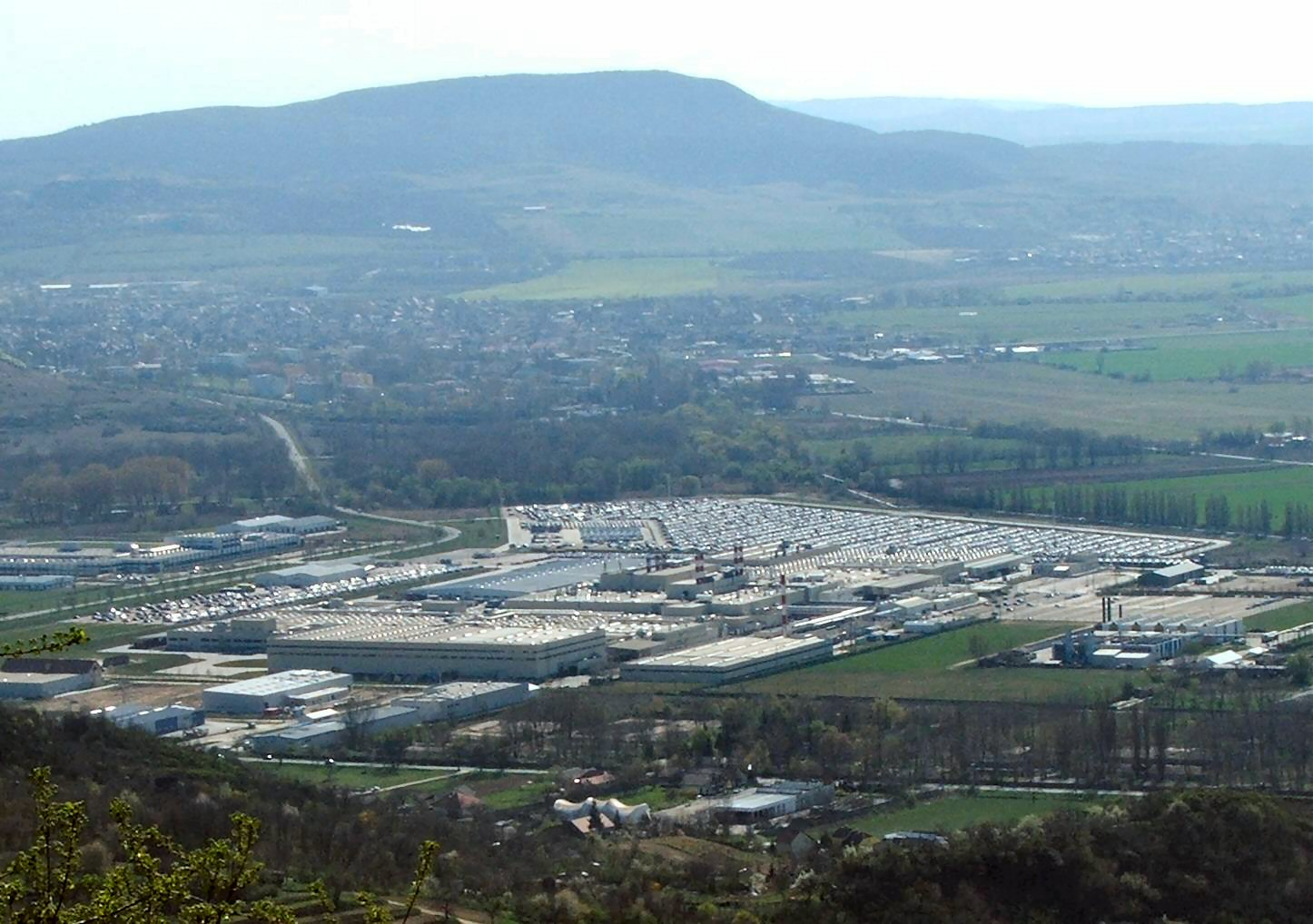
Fabryka Magyar Suzuki

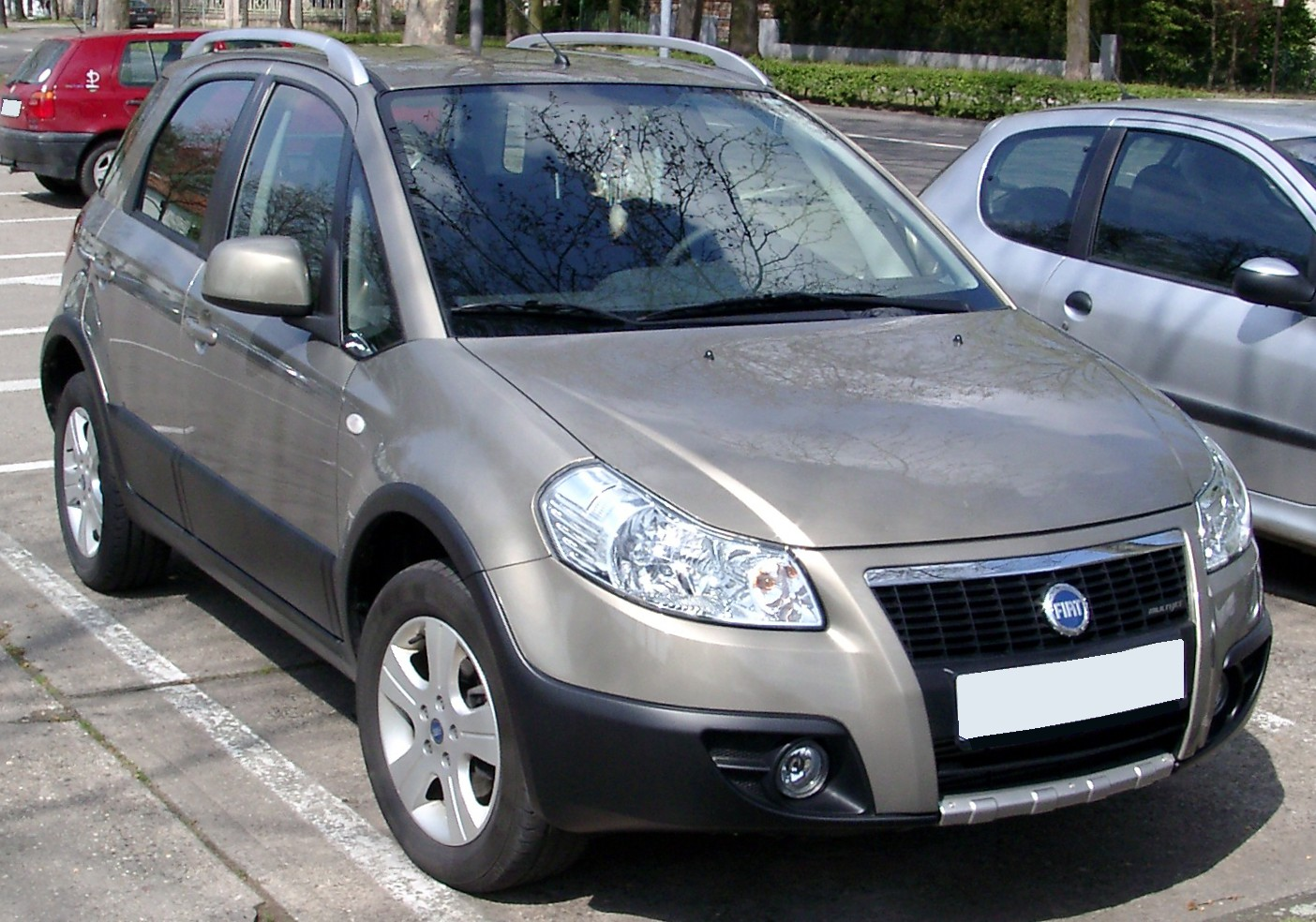
Fiat Sedici

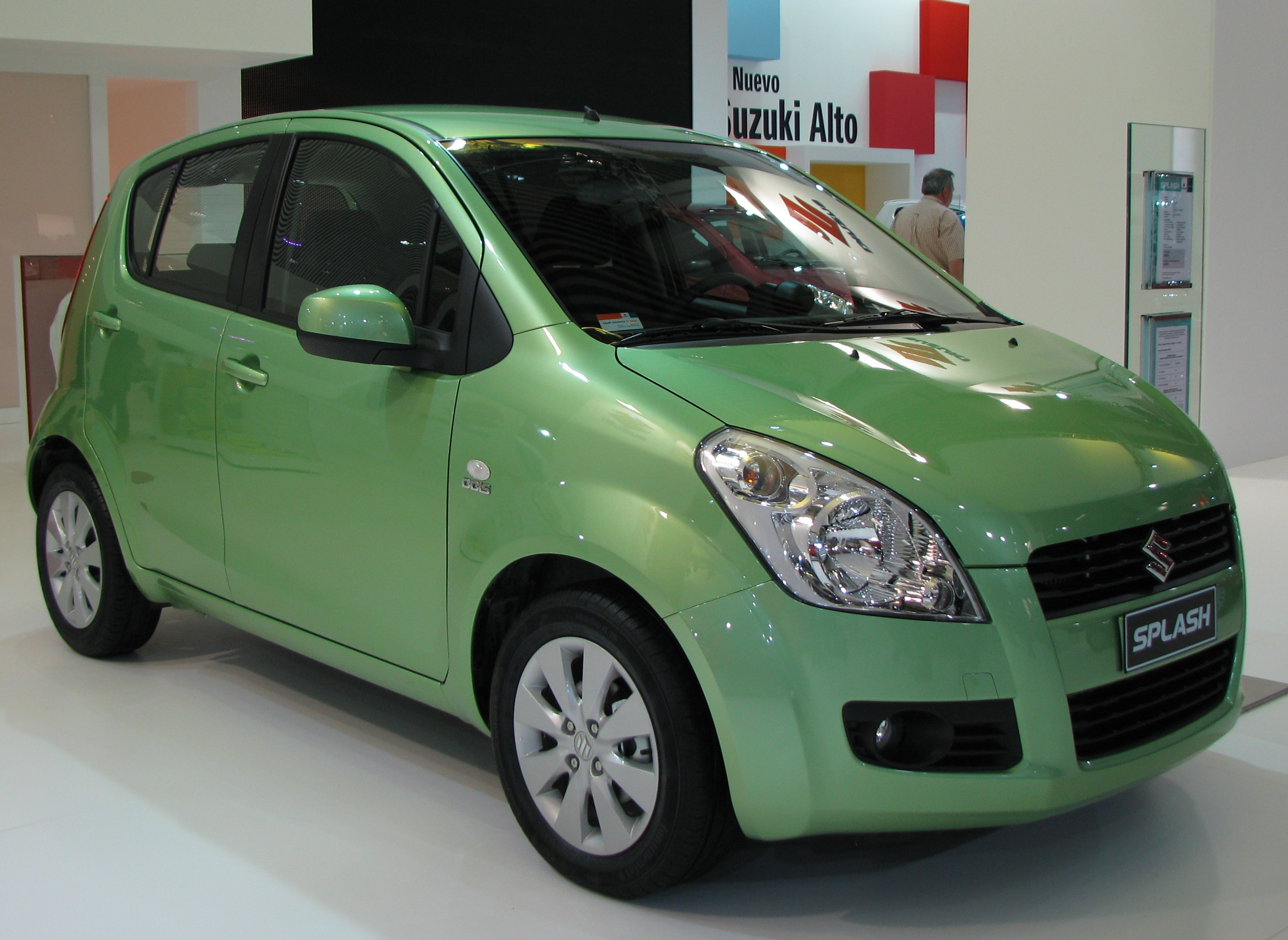
Suzuki Splash

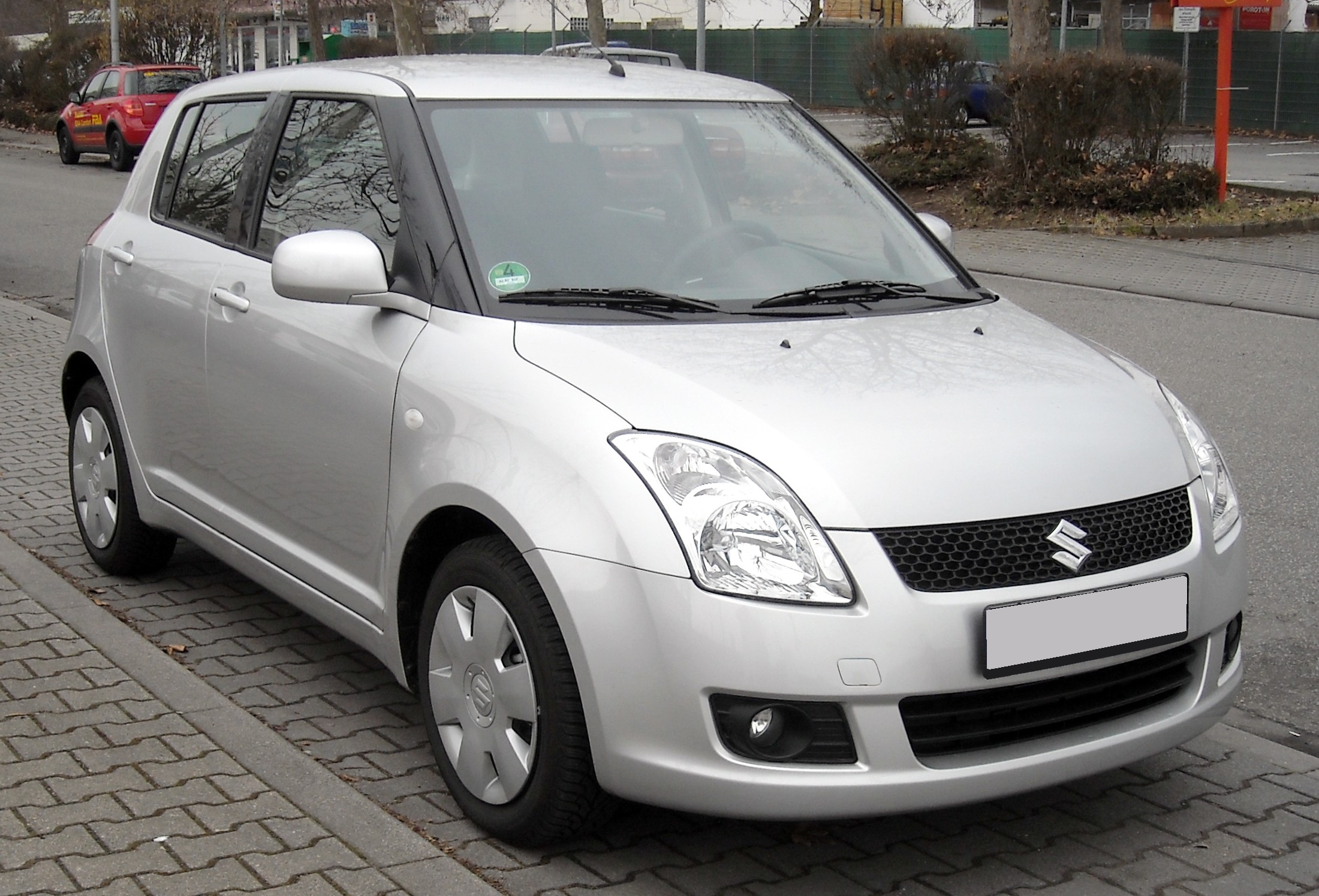
Suzuki Swift

Magyar Suzuki Zrt. – założone w 1991 w Ostrzyhomiu (Węgry) przedsiębiorstwo produkujące samochody, filia Suzuki. W 2008 roku była 45 co do wielkości sprzedaży spółką handlową w Europie Środkowej i Wschodniej. Produkcja Magyar Suzuki stanowiła 2,2% całkowitego węgierskiego eksportu (stan na wrzesień 2007 r.).

## Historia
Przedsiębiorstwo założono w 1991 roku w Ostrzyhomiu. Fabrykę i siedzibę zaprojektował László Csaba. Produkcję rozpoczęto w roku 1992. Początkowo produkowano modele Swift z silnikiem o pojemności 1,0 i 1,3 litra, osiągając w 1993 roku liczbę 10000 wyprodukowanych sztuk. 6 października 2006 roku wyprodukowano milionowy egzemplarz.
19 kwietnia 2017 roku w fabryce wyprodukowano trzymilionowy samochód, to był Suzuki SX4 S-Cross.

## Dane statystyczne[5]

### Roczna produkcja
| 1994   | 1996   | 1998   | 2000   | 2002   | 2003   | 2004   | 2006    | 2007    | 2008    |
| ------ | ------ | ------ | ------ | ------ | ------ | ------ | ------- | ------- | ------- |
| 19 400 | 52 000 | 65 800 | 77 200 | 84 600 | 89 200 | 94 000 | 163 963 | 230 000 | 282 000 |

### Liczba zatrudnionych
| 2001 | 2002 | 2003 | 2004 | 2005 | 2006 | 2007 | 2008 |
| ---- | ---- | ---- | ---- | ---- | ---- | ---- | ---- |
| 1700 | 1630 | 1935 | 2443 | 2700 | 4800 | 6500 | 4274 |

## Spełniane standardy m.in.:[2]
- ISO 14001
- Euro IV (produkcja silników spalinowych)

## Spis produkowanych modeli
- Fiat Sedici
- Opel Agila
- Subaru Justy
- Suzuki Ignis
- Suzuki Splash
- Suzuki SX4
- Suzuki SX4 S-Cross
- Suzuki Swift
- Suzuki Wagon R+
- Suzuki Vitara